# Campile
Campile (en cors Campile) és un municipi francès, situat a la regió de Còrsega, al departament d'Alta Còrsega. L'any 2005 tenia 197 habitants.

## Demografia
| 1962 | 1968 | 1975 | 1982 | 1990 | 1999 |
| ---- | ---- | ---- | ---- | ---- | ---- |
| 222  | 304  | 232  | 242  | 196  | 199  |

## Administració
| Període   | Identitat            | Partit | Qualitat |  |
| --------- | -------------------- | ------ | -------- |  |
| 1977-2001 | Lucien Giovannoni    |        |          |  |
| 2001-2003 | Nicolas Hauvespre    |        |          |  |
| 2003-     | Jean-Marie Vecchioni |        |          |  |